# Mutia
Mutia ist eine philippinische Stadtgemeinde in der Provinz Zamboanga del Norte. Sie hat 12.675 Einwohner (Zensus 1. August 2015).

## Baranggays
Mutia ist politisch in 16 Baranggays unterteilt.
- Alvenda
- Buenasuerte
- Diland
- Diolen
- Head Tipan
- New Casul
- New Siquijor
- Newland
- Paso Rio
- Poblacion
- San Miguel
- Santo Tomas
- Tinglan
- Totongon
- Tubac
- Unidos